# 貝雷夸
貝雷夸（法語：Berekua），又稱格蘭德貝（Grand Bay），是加勒比海島國多米尼克聖帕特里克區的一个村莊，也是該區的首府和最大聚居地，位於該島西南海岸，海拔高度29米，2001年人口2,288人。
1. 1 2  Commonwealth of Dominica, Population and Housing Census — 2001. Roseau, Dominica: Central Statistical Office, Ministry of Finance and Planning, Kennedy Avenue, 2001.